# Lonesome Sundown
Lonesome Sundown (echte naam: Cornelius Green) (Donaldsonville (Louisiana), 12 december 1928 - Gonzales (Louisiana), 23 april 1995) was een Amerikaanse swamp blues-muzikant, die het meest bekend is geworden door zijn opnames voor Excello Records in de jaren vijftig en begin jaren zestig.

## Biografie
Green begon in 1948, geïnspireerd door Muddy Waters en John Lee Hooker, gitaarlessen te nemen. In 1953 verhuisde hij naar Port Arthur (Texas) om bij een olieraffinaderij te gaan werken. In die periode begon hij in plaatselijke clubs te jammen en in 1955 werd hij door Clifton Chenier uitgenodigd om mee te spelen in diens nieuwe band, "the Zodico Ramblers", in de Blue Moon Club in Lake Charles (Louisiana) naast eerste gitarist Phillip Walker. Green ging met de band op tournee, onder meer naar Chicago en Los Angeles, waar Chenier "The Cat's Dreaming" opnam, geïnspireerd op het in slaap vallen van Green tijdens een sessie.
In 1955 verliet Green de Zodico Ramblers en verhuisde naar Opelousas (Louisiana), waar hij samen met Lloyd Reynauld ging spelen en een demo met eigen materiaal opnam, die in de smaak viel bij producer J. D. "Jay" Miller. Miller gaf Green de artiestennaam "Lonesome Sundown" en bracht diens eerste single uit voor Excello Records in 1956, "Leave My Money Alone" / "Lost Without Love". In de acht jaar waarin Miller zijn producer was bracht hij nummers uit als "Lonesome Whistler" / "My Home Is A Prison", "Don’t Say A Word" (met Lazy Lester op mondharmonica), "I'm a Mojo Man", "You Know I Love You", "I Stood By (And Watched Another Man Steal My Gal)", "My Home Ain't Here" en het veel gecoverde "Gonna Stick To You Baby". In afwijking van de meeste musici uit Louisiana stond Sundowns bluesstijl dichter bij die van Muddy Waters dan die van Jimmy Reed en zijn herkenbare sombere en melancholische muziek werd door Miller omschreven als "the sound of the swamp".
Sundown bleef tot begin jaren zestig met Miller samenwerken en nam in 1964 "Hoo Doo Woman Blues" / "I’ve Got A Broken Heart" op, de laatste bluessingles die exclusief op de zwarte markt gericht waren. Rond 1965 raakte Sundown echter gedesillusioneerd door zijn gebrek aan succes en een zware scheiding en trok zich terug uit de muziekwereld. Hij ging als arbeider werken en werd dominee in de "Lord Jesus Christ of the Apostolic Faith Fellowship Throughout the World Church".
In 1977 dook hij echter weer de studio in en leverde een bluesalbum, "Been Gone Too Long", af voor Joliet Records. Ondanks de goede kwaliteit waren de verkoopcijfers teleurstellend, ook na een heruitgave op Alligator Records. Zijn laatste single was "I Betcha" in 1977. Sundown gaf in deze periode nog verscheidene concerten, waaronder een optreden op het New Orleans Jazz & Heritage Festival in 1979, en tournees in Zweden en Japan met Phillip Walker, maar verliet daarna definitief de muziekwereld.
In 1994 kreeg hij een beroerte als gevolg waarvan hij niet meer kon praten en in april 1995 overleed hij op 66-jarige leeftijd. Sundown werd in 2000 postuum opgenomen in de Louisiana Blues Hall of Fame.

## Selectieve discografie
- Lonesome Lonely Blues (1970) - Excello
- Been Gone Too Long (1977) - HighTone